# هرم

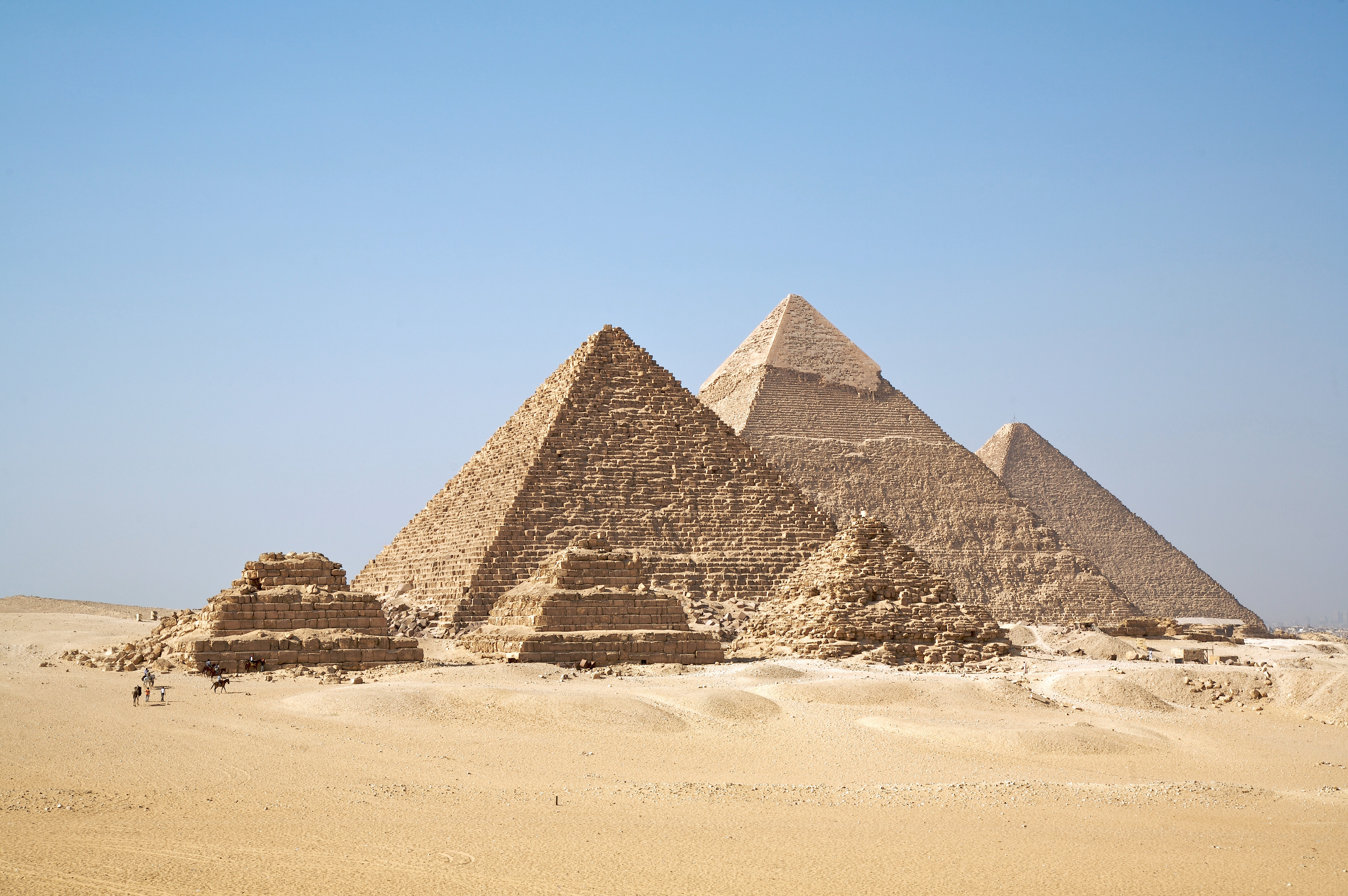
اهرام مصر

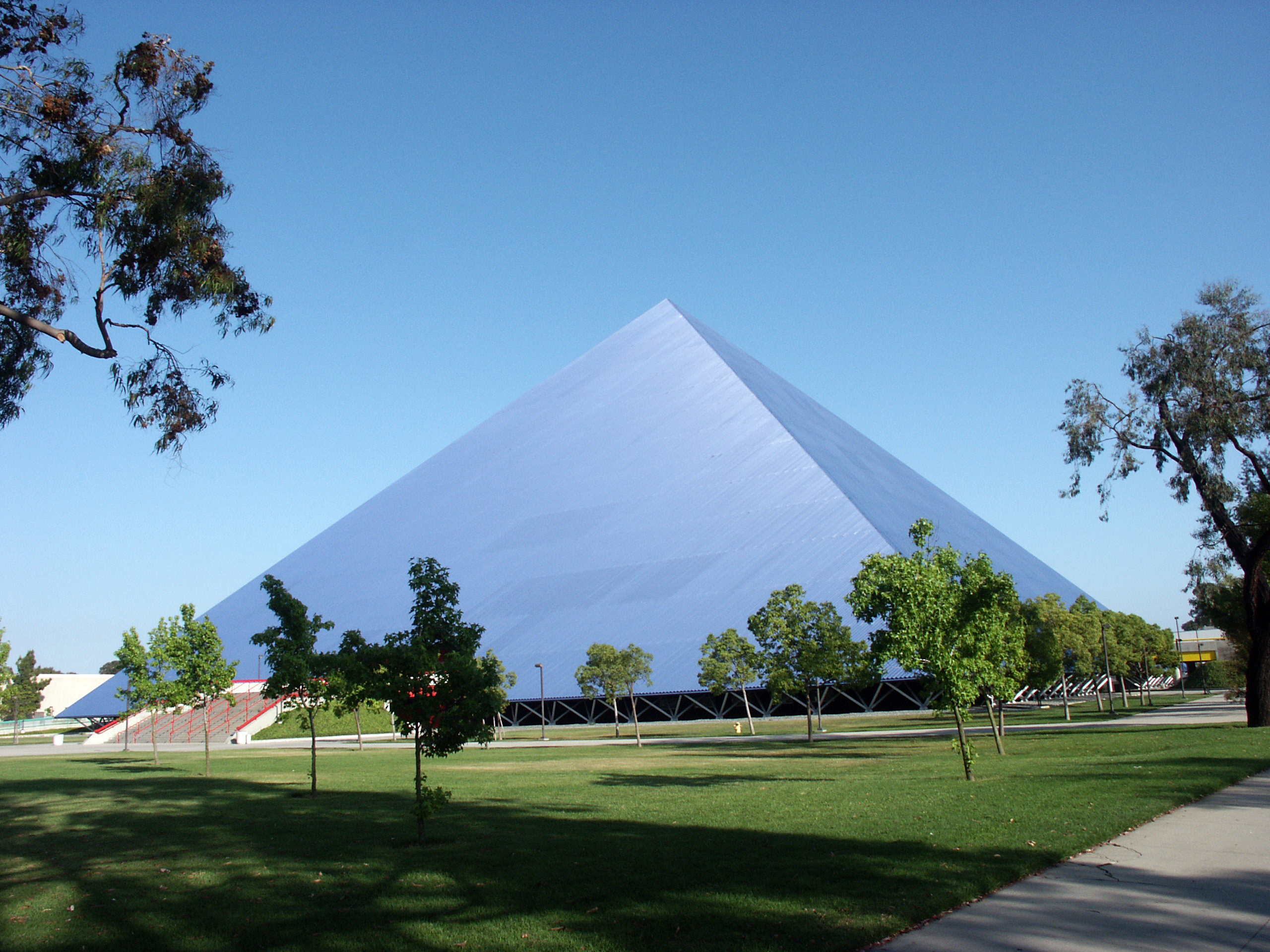
والتر پیرمد

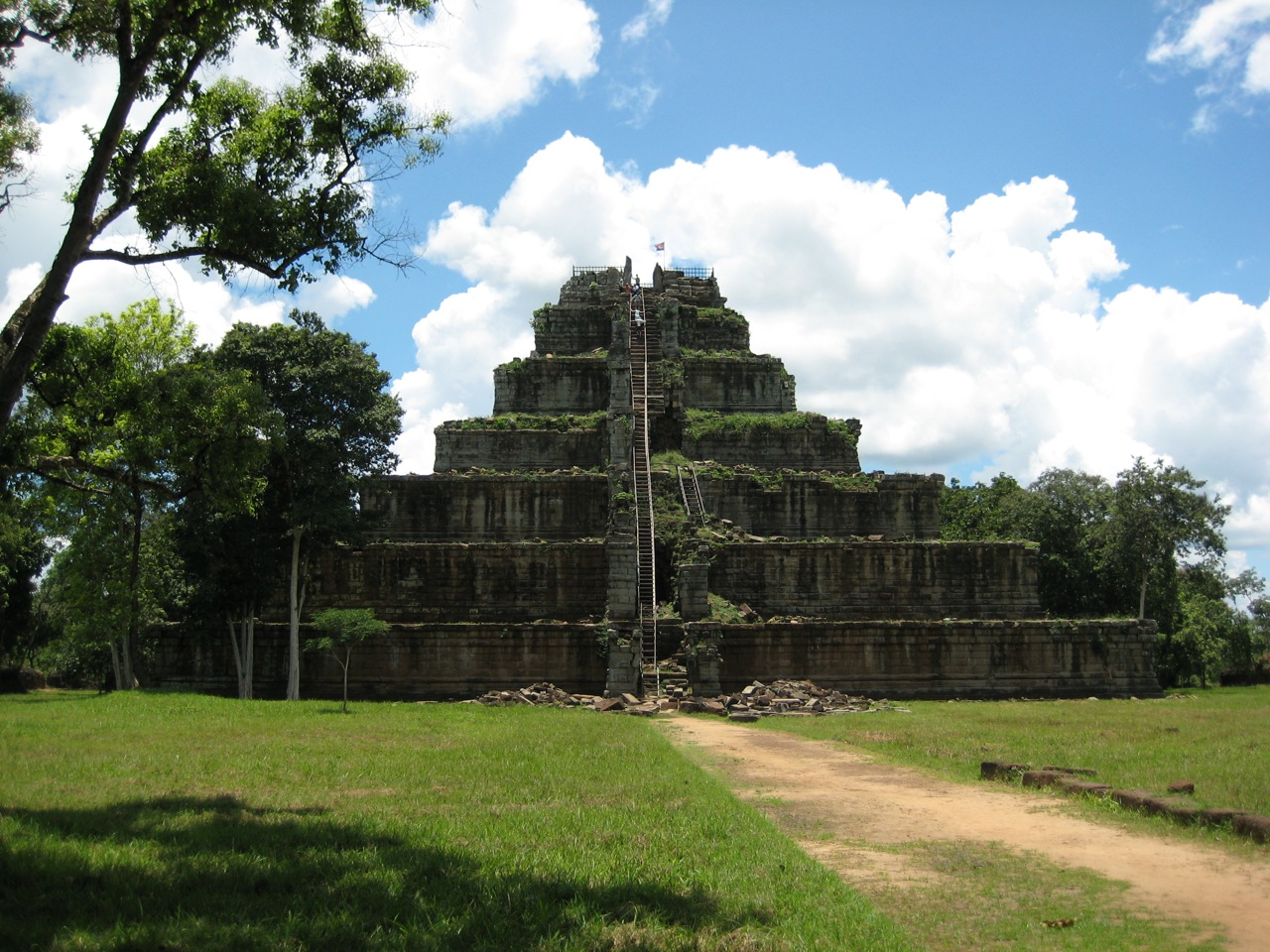

هِرَم (از عربی، جمع: اَهْرام) یک چندوجهی است که همه وجه‌های آن به جز یکی در یک راس مشترکند. ارتفاع هرم پاره خطی است که از راس هرم بر قاعده آن عمود می‌شود. وجهی از هرم که راس هرم در آن قرار ندارد قاعده و وجه‌های دیگر وجه‌های جانبی نامیده می‌شوند. وجه‌های جانبی همواره به شکل مثلث هستند. قاعده‌های اهرام مصر چهارضلعی ‌های منتظم هستند. گرچه اهرام مصر قاعده‌هایی مربع دارد ولی چندضلعی‌های دیگر نیز می‌توانند قاعده یک هرم باشند.

## نگارخانه

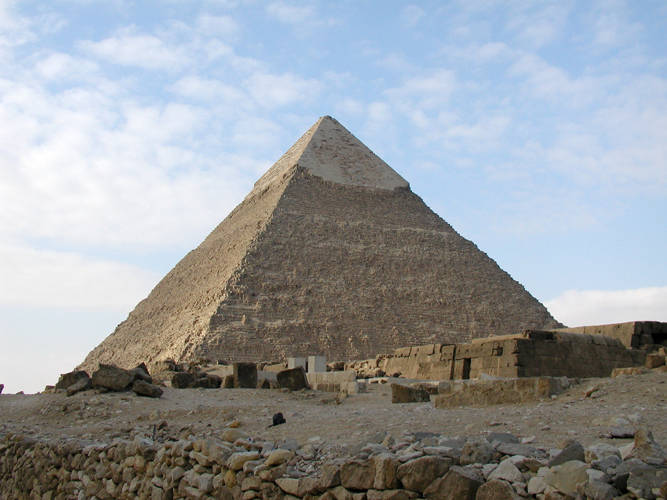
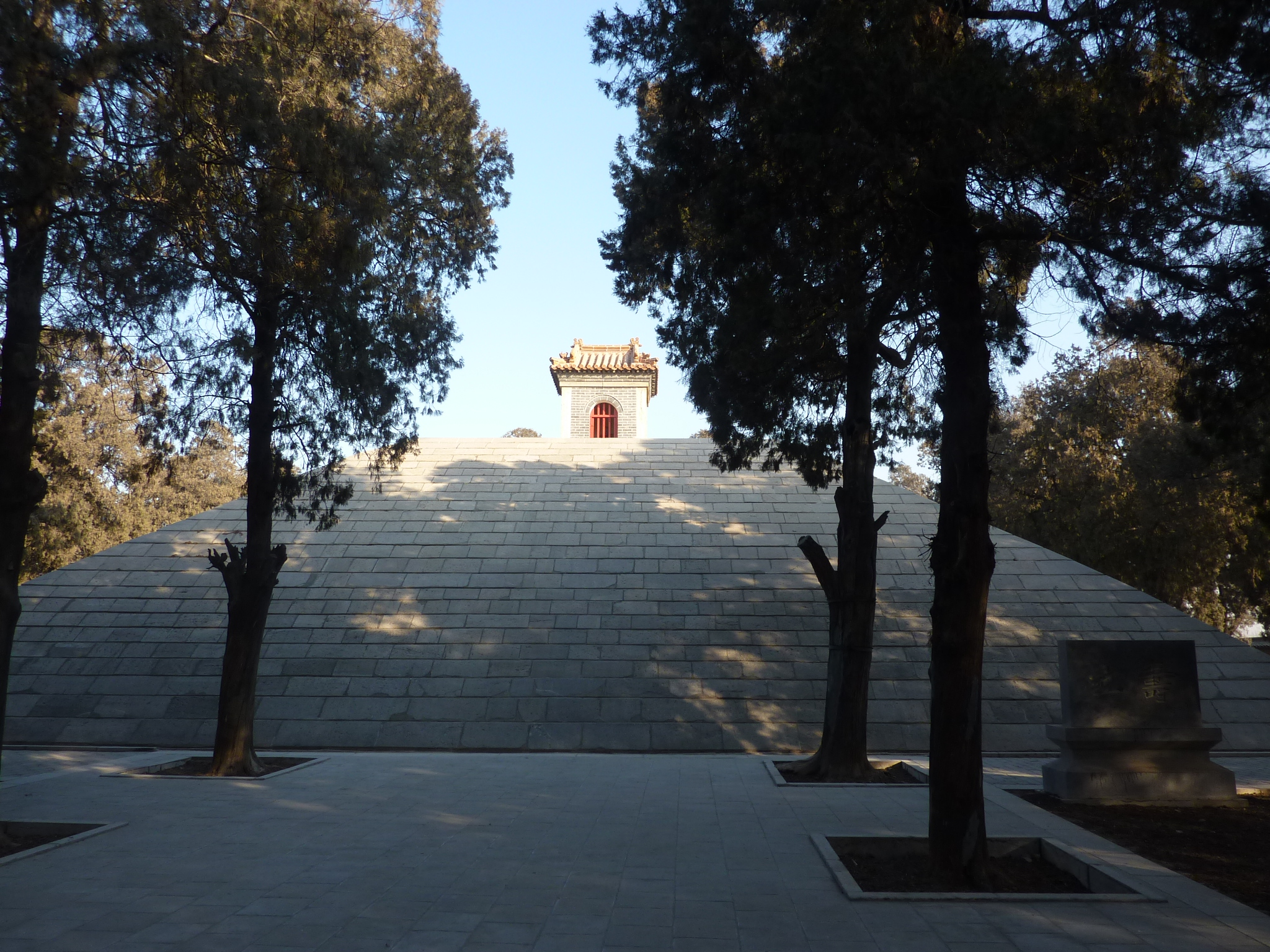
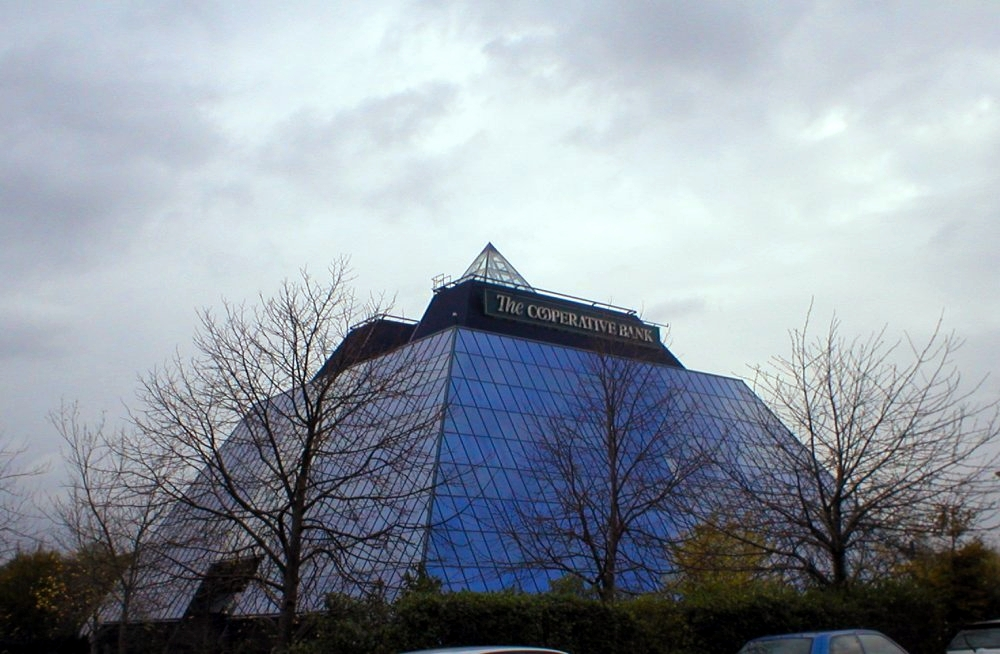
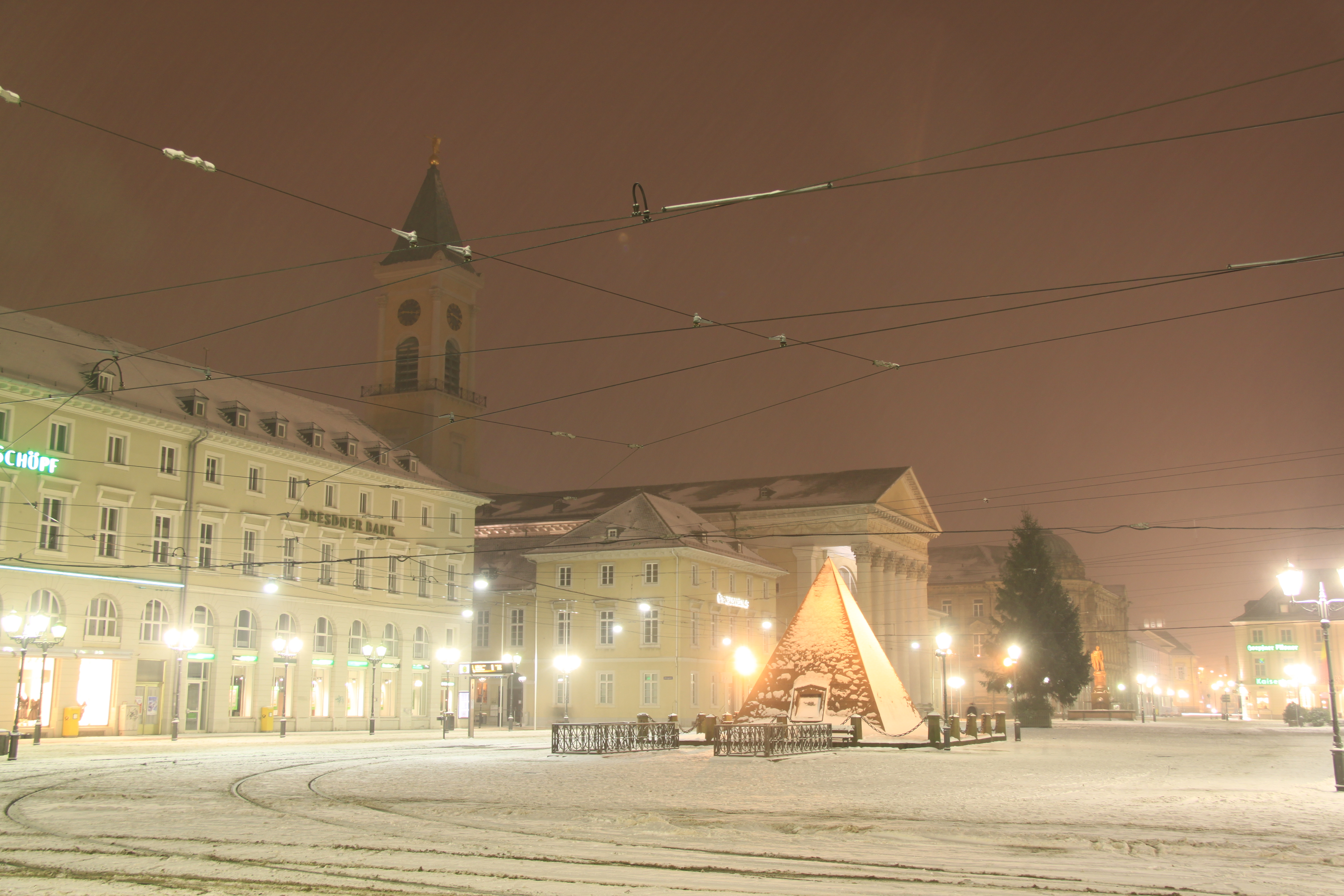
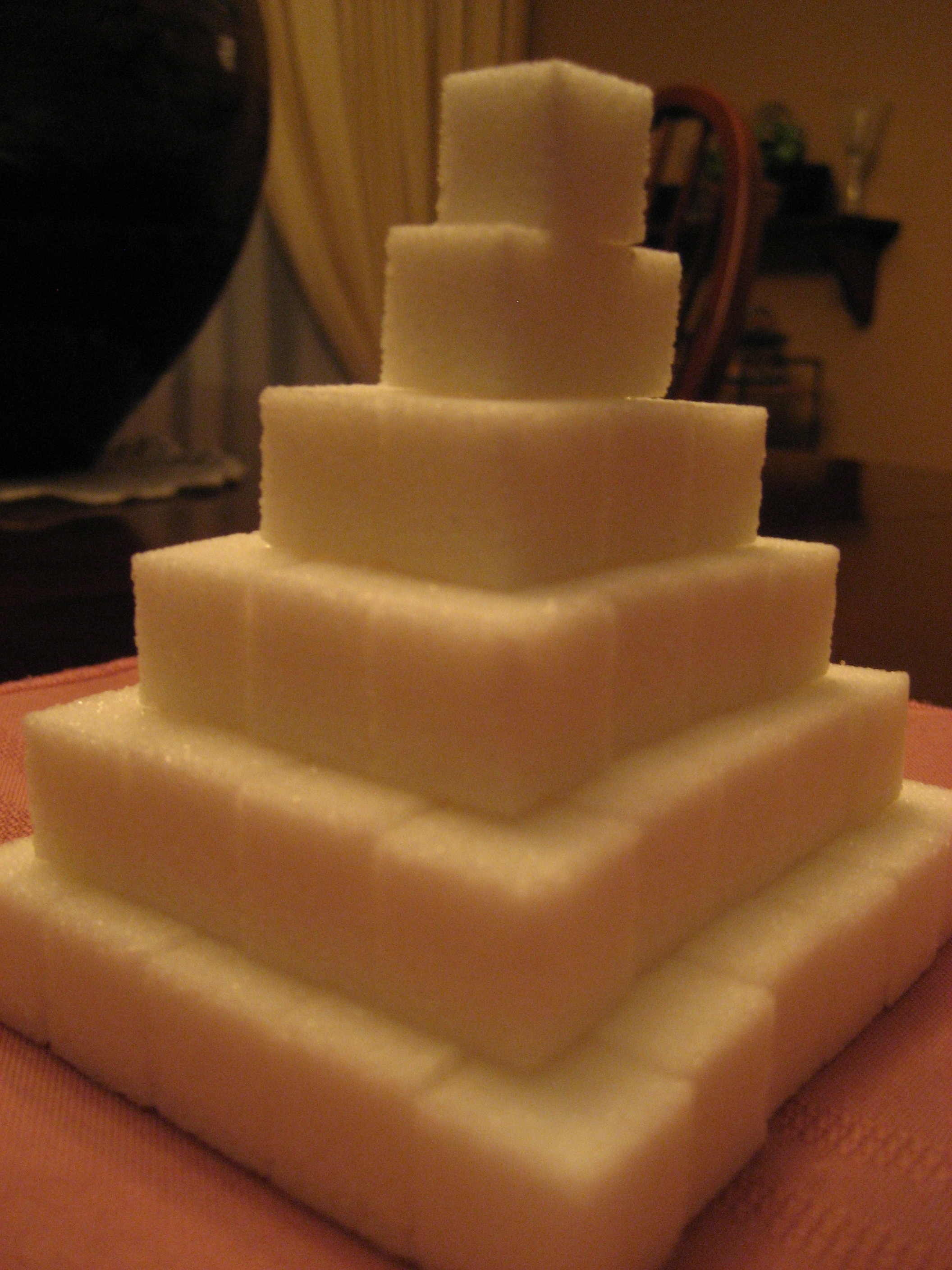
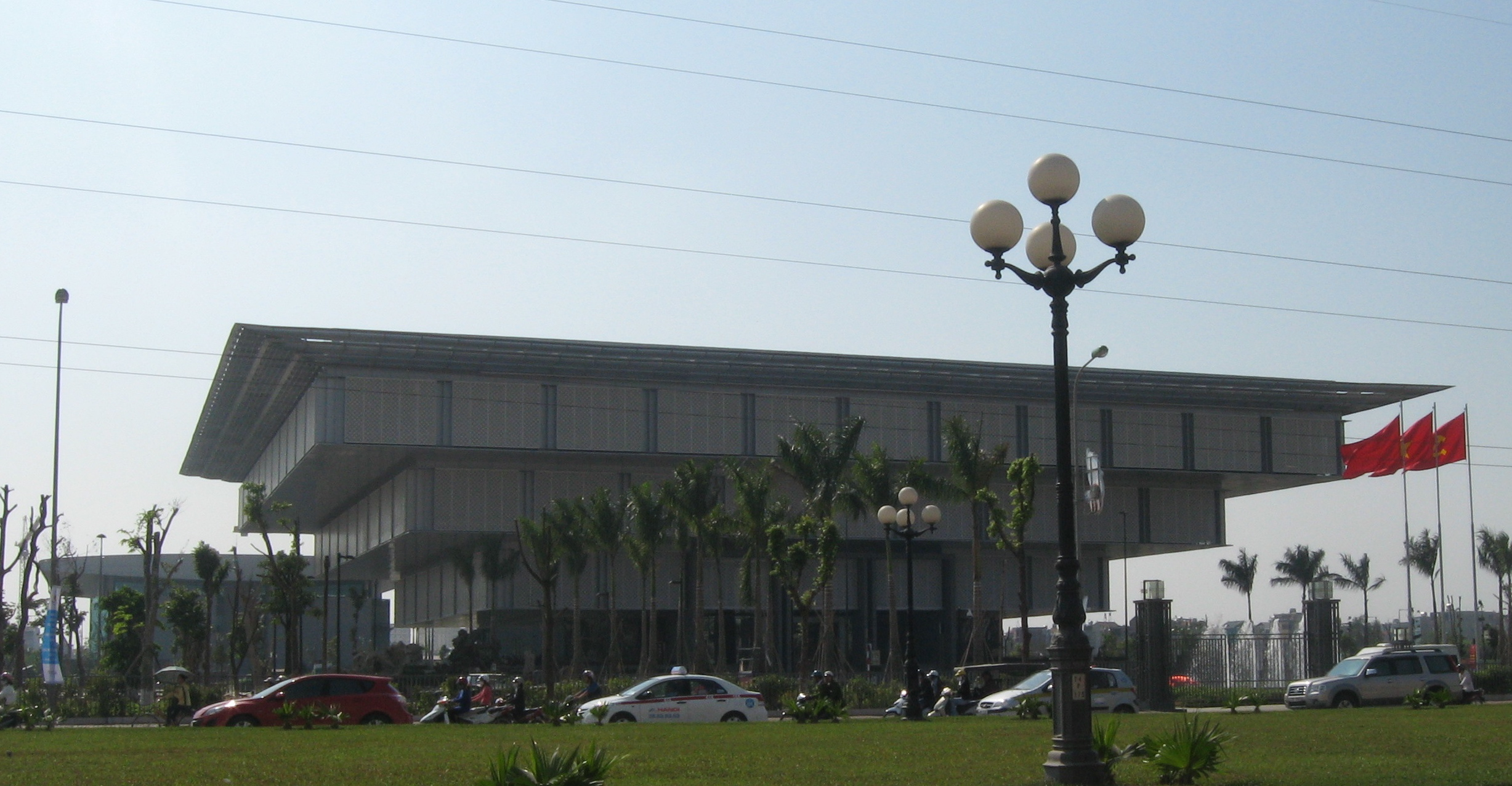
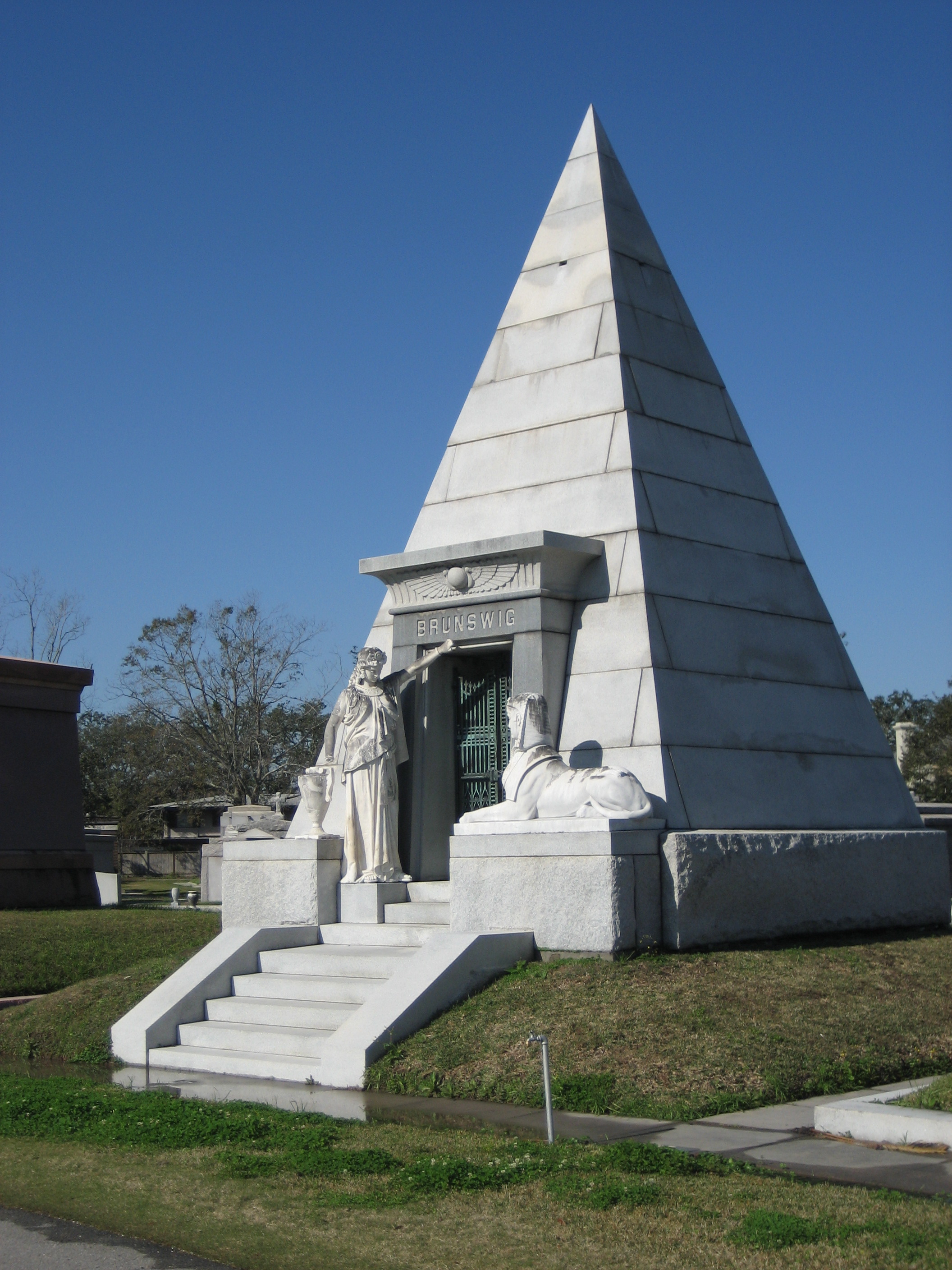
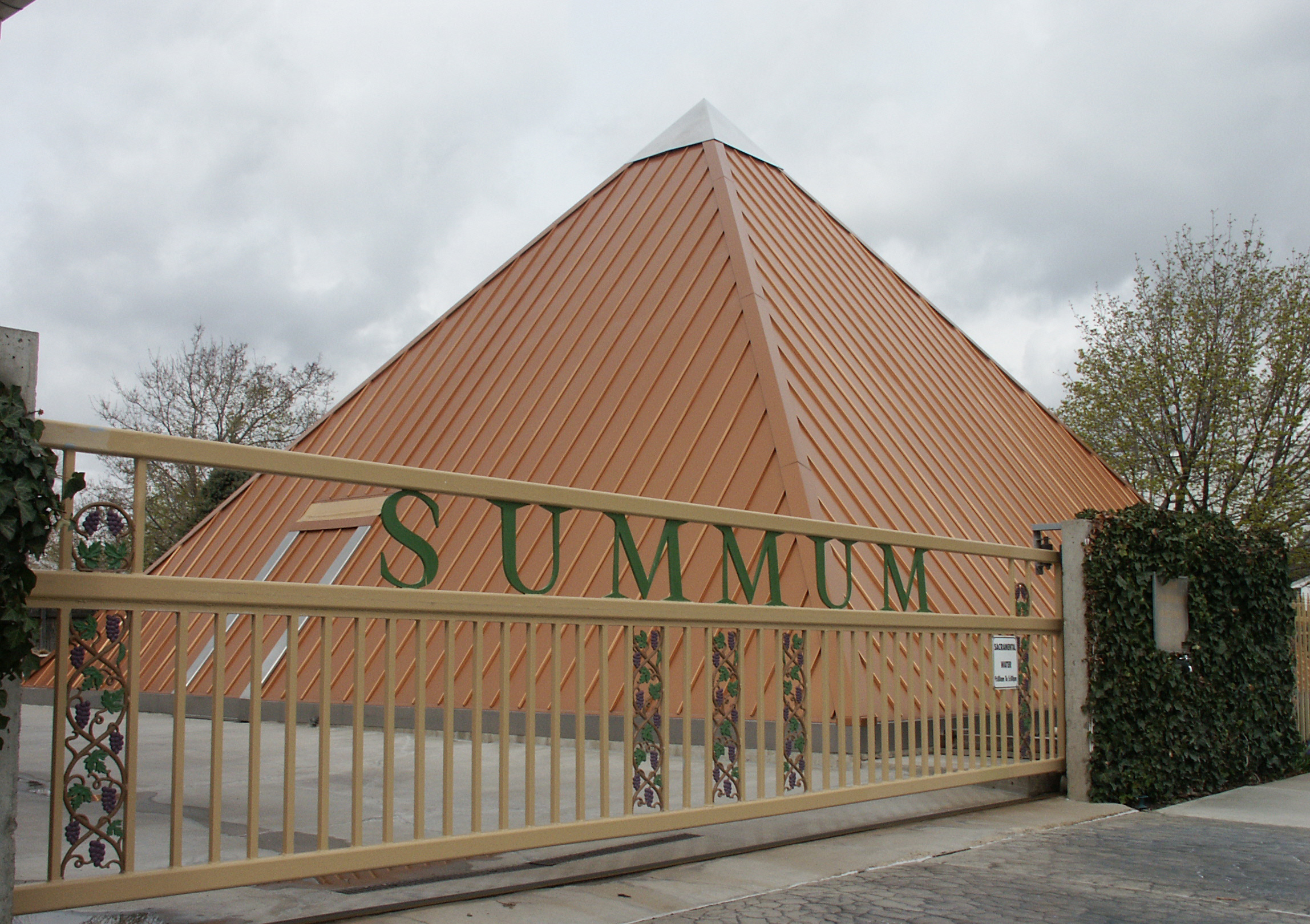
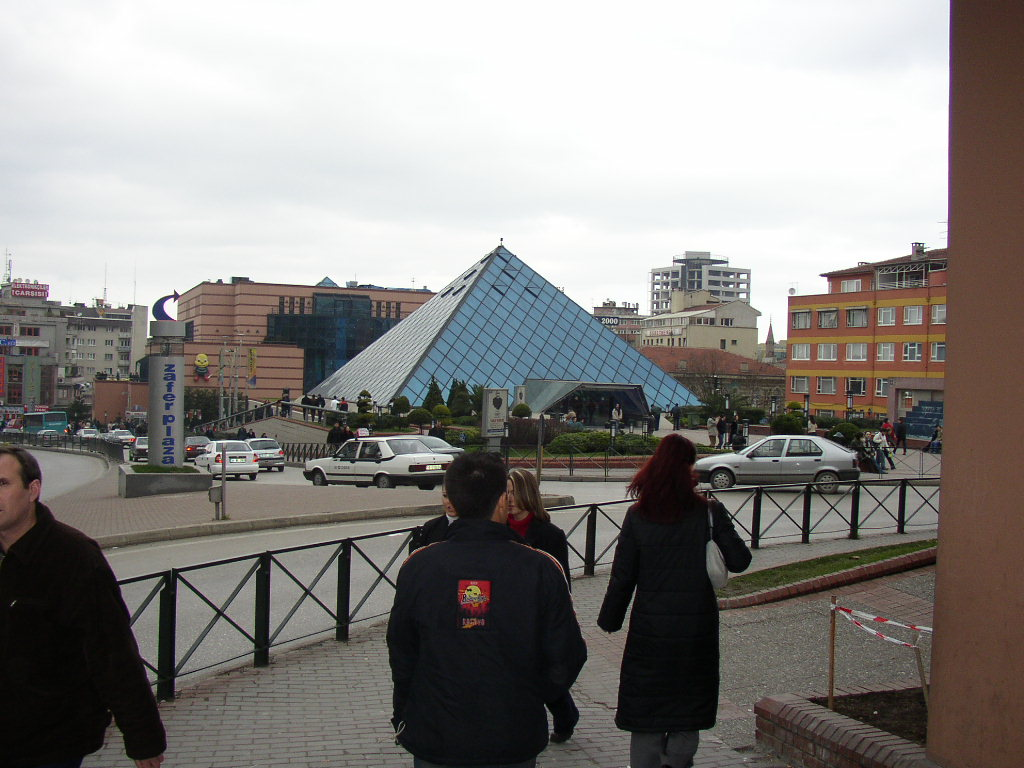
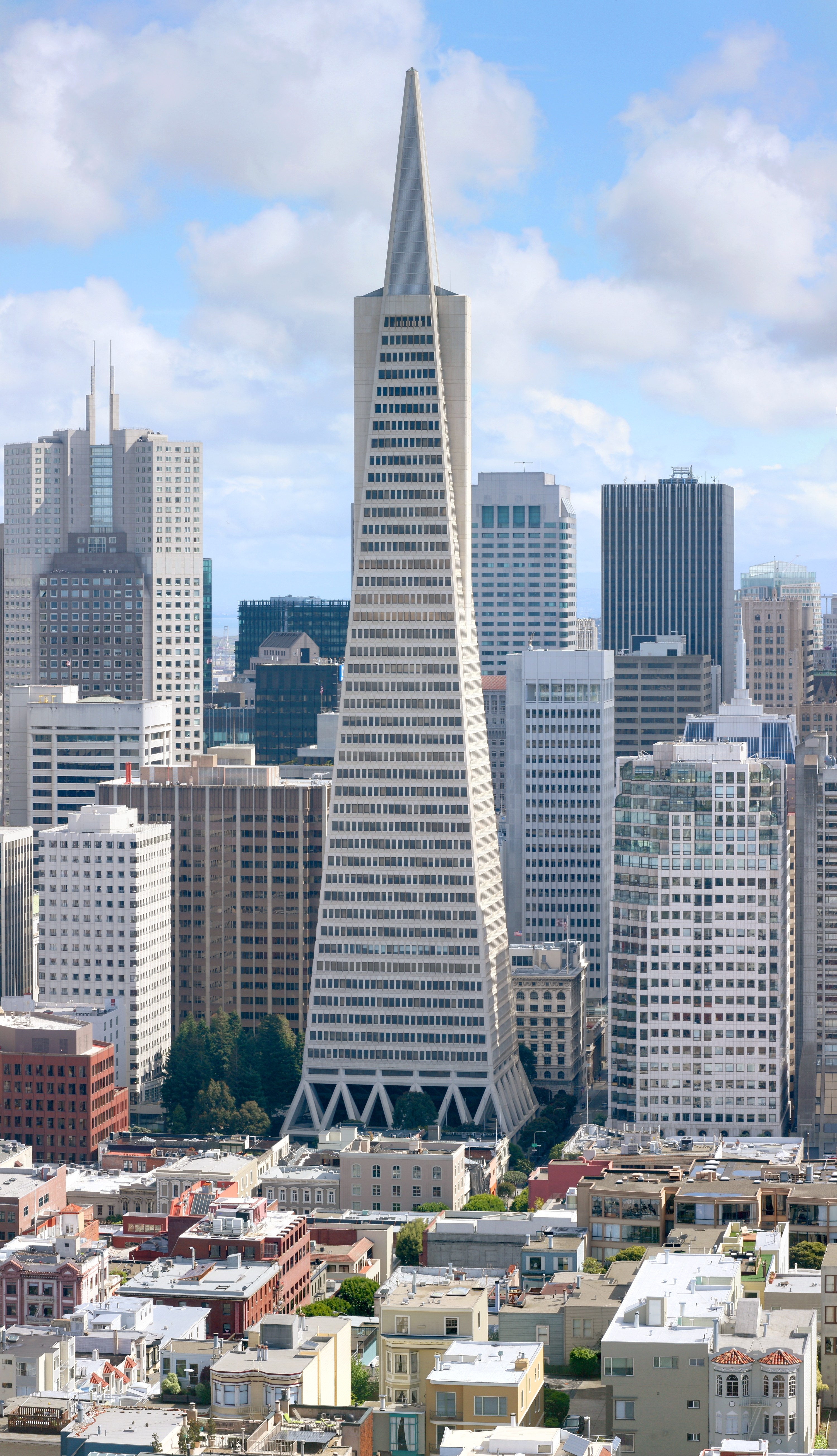
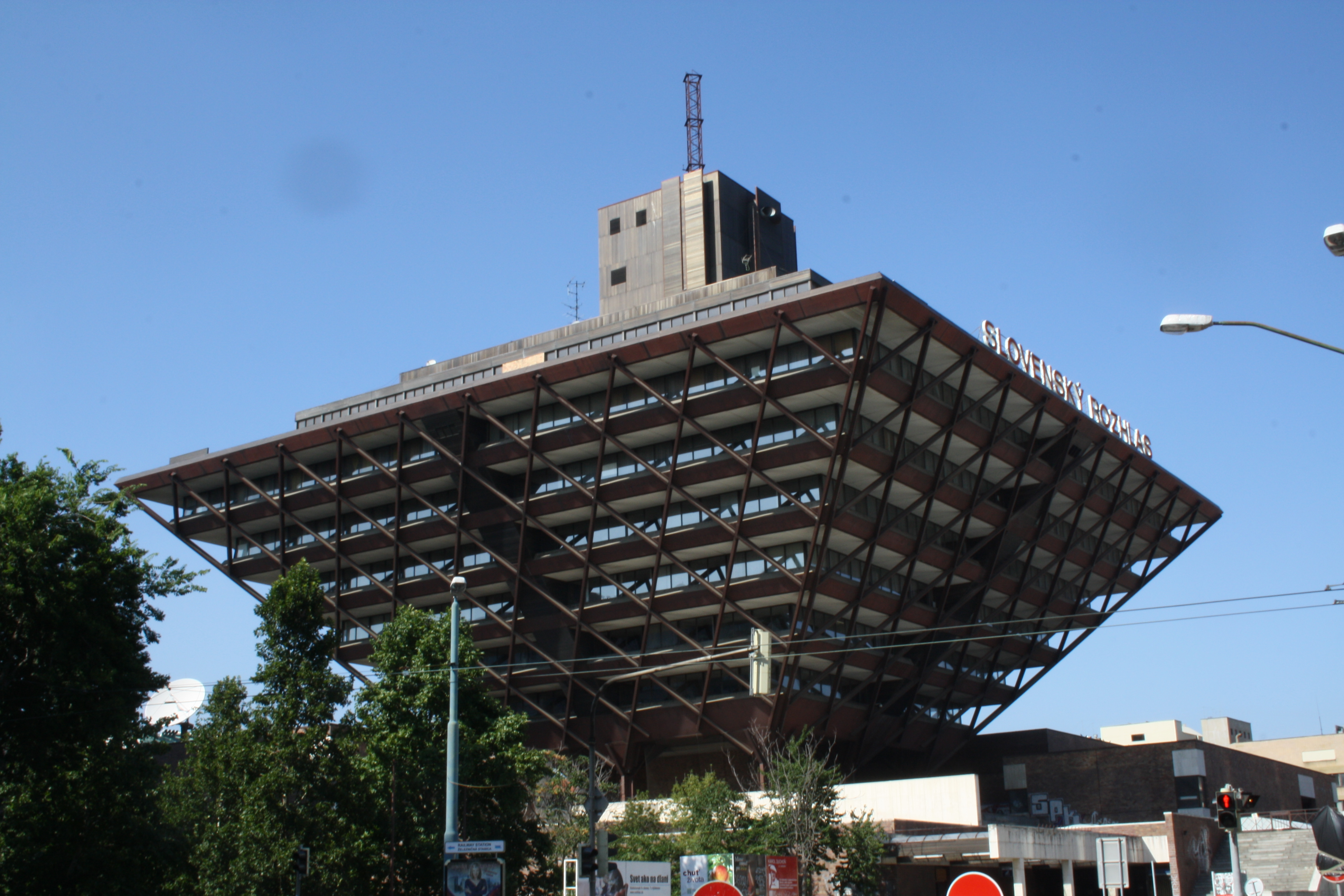
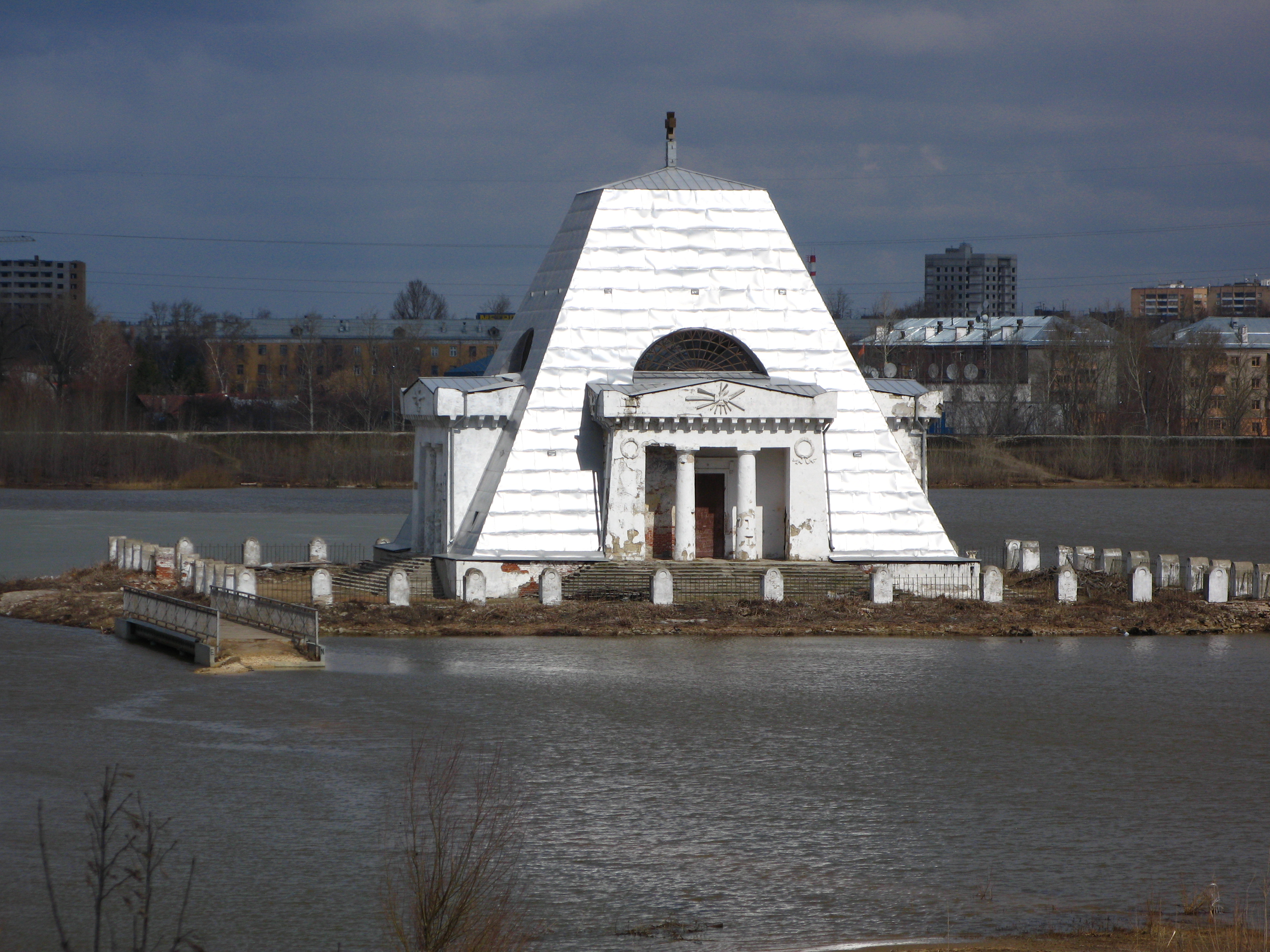
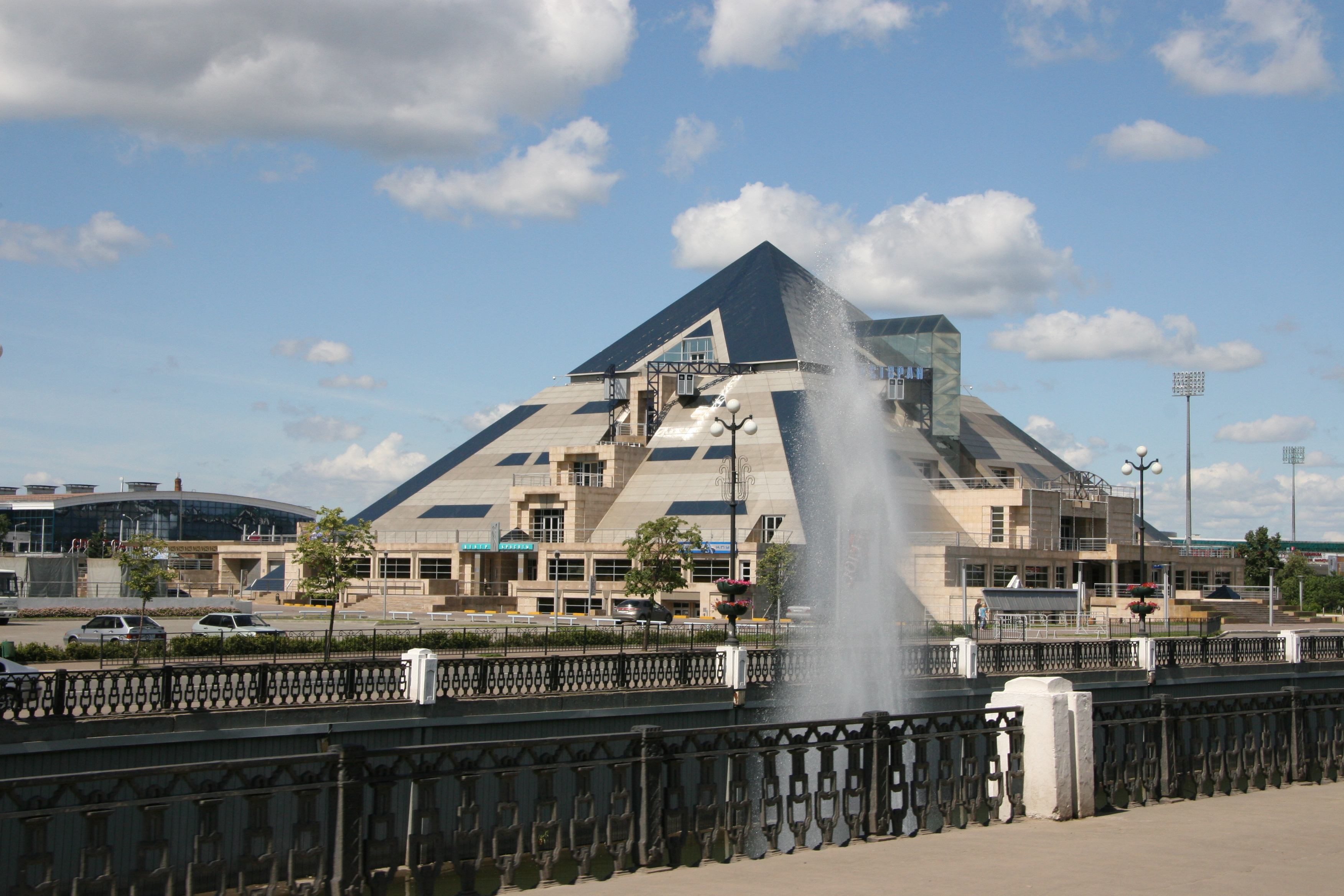